# Кожушани-Тажали
Кожушани-Тажали (чеш. Kožušany-Tážaly) је насељено мјесто са административним статусом сеоске општине (чеш. obec) у округу Оломоуц, у Оломоуцком крају, Чешка Република.

## Становништво
Према подацима о броју становника из 2014. године насеље је имало 855 становника.